# Lalla Carlsen

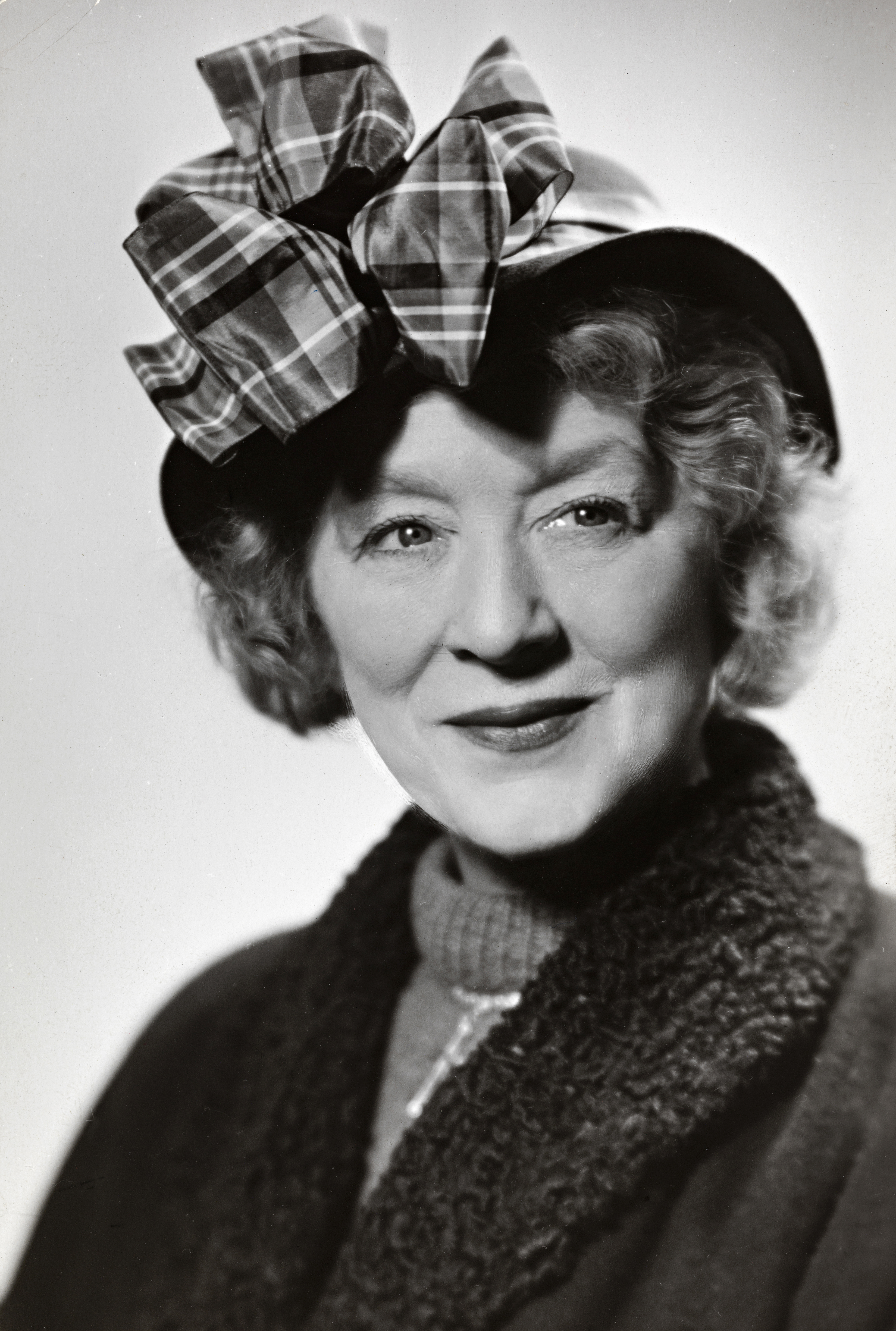
Lalla Carlsen

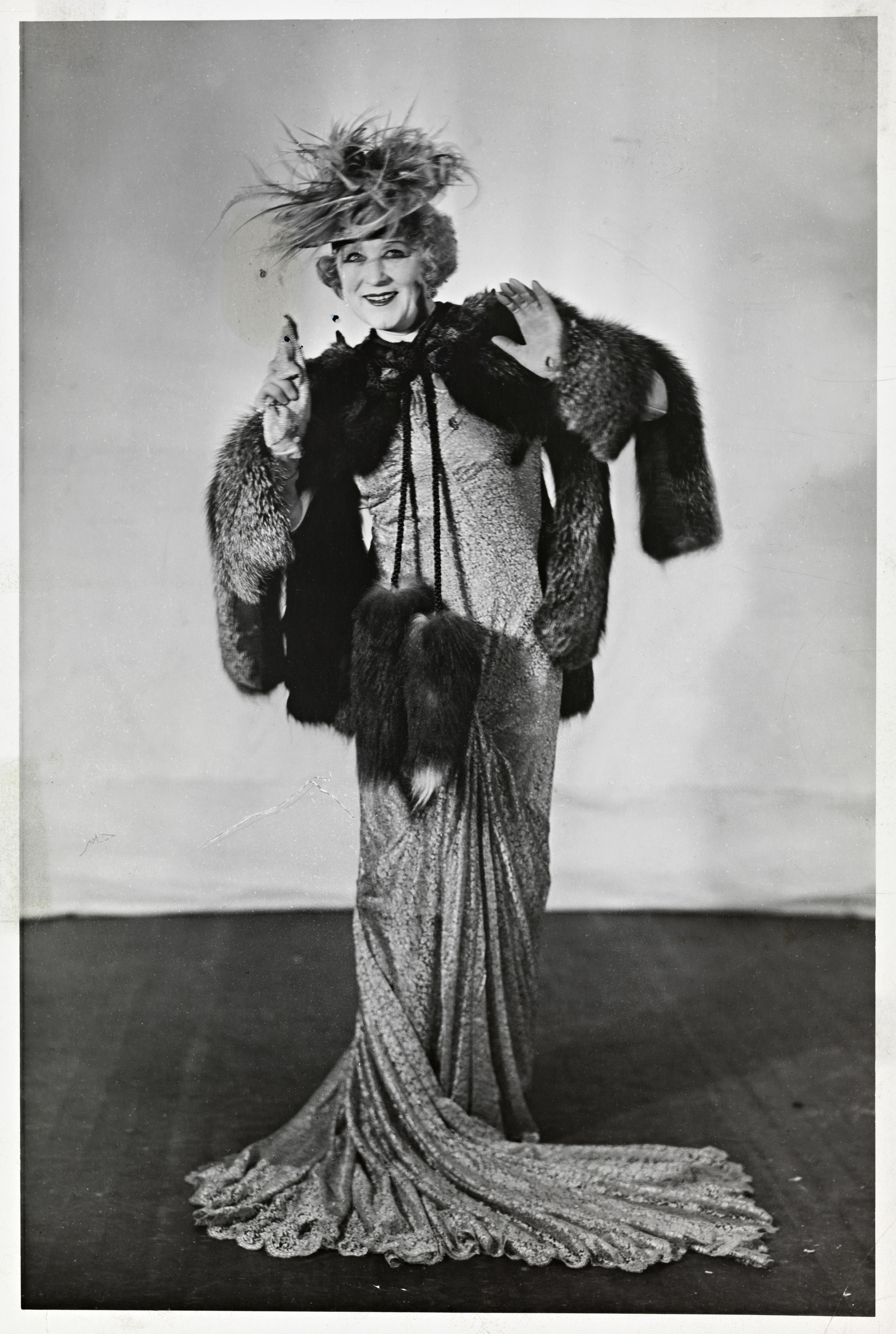
Lalla Carlsen en 1940

Lalla Carlsen (17 de agosto de 1889 – 23 de marzo de 1967) fue una cantante y actriz noruega, considerada como una de las más importantes artistas de revista de su país.

## Biografía
Su verdadero nombre era Haralda Petrea Christensen, y nació en Svelvik, Noruega, siendo sus padres Carl Alfred Christensen, un capitán náutico, y Laura Nilsson. La familia se mudó a Oslo cuando ella tenía diez años de edad. 
Cursó estudios en el Conservatorio de Música de Oslo entre 1909 y 1913, formándose como cantante soprano. Debutó profesionalmente con la comedia musical Høstmanøver en 1914. Actuó en el cabaret Chat Noir desde 1915 a 1947, trabajando también en locales de revista como el Casino y el Carl Johan Teatret. Su marido, con el que se había casado en 1917, era el compositor, pianista y director de orquesta Carsten Carlsen (1892 –1961), el cual actuaba en el Chat Noir y era habitual acompañante musical de la artista.
La gran oportunidad de Carlsen llegó interpretando la canción de Per Kvist "Å blei d'a dei (din blei)?", perteneciente a la revista de 1925 Summetonen.
Su debut en el cine llegó con la película muda Den glade enke i Trangvik en 1927. Siguió una actuación en la cinta Lalla vinner en 1932. Entre 1928 y 1931 grabó cerca de cuarenta canciones y números de comedia. Durante la Segunda Guerra Mundial Carlsen actuó en el Carl Johan Teatret, y su marido compuso melodías para varias  de sus canciones. Tuvo un enorme éxito su interpretación en 1945 de la canción de Finn Bø y Arild Feldborg "Norge i rødt, hvitt og blått". Finalizada la guerra hizo pequeños papeles en veinte producciones cinematográficos , estrenadas entre 1947 y 1965, entre ellas I slik en natt (1958) y Bussen (1961), de Arne Skouen. Carlsen también actuó para la radio, la televisión y el teatro Edderkoppen, entre otros. Entre las obras teatrales en las que participó figuran la pieza de Eugene O'Neill Skjønne ungdom (en el Rogaland Teater), la adaptación del musical de Bertolt Brecht y Kurt Weill La ópera de los tres centavos (en el Riksteatret), el drama de Henrik Ibsen Peer Gynt, y el drama de O'Neill Anna Christie.
En el año 1949 Lalla Carlsen fue recompensada con la Medalla de oro del Mérito del Rey. Fue también nombrada miembro honorario de la Asociación de Actores Norsk Skuespillerforbund en el año 1958. 
Su hijo, Arne-Carsten Carlsen, escribió la biografía Lalla og hennes verden, publicada en Oslo por la editorial Gyldendal Forlag en 1989.
Lalla Carlsen falleció en Oslo, Noruega, en el año 1967. Fue enterrada en el Cementerio Vestre gravlund de dicha ciudad. Su hija, Gjertrud Carlsen (1919–2007), fue también pianista en el Chat Noir, escribió varias canciones infantiles, y es la madre de la presentadora de Norsk Rikskringkasting Vibeke Sæther (nacida en 1943). Su hijo, Arne-Carsten Carlsen (nacido en 1922), fue autor, periodista y editor de Aftenposten.

## Filmografía
- 1927 : Den glade enke i Trangvik
- 1932 : Lalla vinner!
- 1933 : Op med hodet!
- 1947 : Sankt Hans fest
- 1951 : Ukjent mann
- 1953 : Ung frue forsvunnet
- 1953 : Brudebuketten
- 1955 : Blodveien
- 1955 : Bedre enn sitt rykte
- 1956 : Kvinnens plass
- 1956 : På solsiden
- 1958 : I slik en natt
- 1958 : Høysommer
- 1959 : Hete septemberdager
- 1959 : Støv på hjernen
- 1960 : Millionær for en aften
- 1961 : Sønner av Norge
- 1961 : Bussen
- 1962 : Tonny
- 1963 : Freske fraspark
- 1964 : Alle tiders kupp
- 1965 : Hjelp - vi får leilighet!
- 1965 : To på topp

## Discografía
- 1916 : I birkelunden (F. Lehner – V. Dybwad) – CRG 7-283001
- 1916 : Den kvindelige konduktør (Nelson – Mjølstad) – CRG 7-283002
- 1916 : Fætter Petter (J. Schwartz – V. Dybwad) – CRG 7-283016
- 1916 : Kitty (V. Dybwad) – CRG 7-283003
- 1916 : Kristiania fjord (C. Carlsen – Nicolette) – CRG 7-283017
- 1916 : Hvis jeg var den eneste pige (N. D. Ayer – V. Dybwad) – CRG 7-283000
- 1929 : Julaften i hjemmet – ODEON A-180171
- 1929 : Det er no som river ser'u (F. Bø – Coon – Keidel) – ODEON A-180153
- 1929 : Nå er det vårs som har makta (Lyktemanden) – ODEON A-180200
- 1929 : Livets eventyr (C. Carlsen – P. Kvist) – ODEON A-180203
- 1929 : Gro lille stensopp, gro (T. Mellor – A. Lawrence – H. Gifford – V. Dybwad) – ODEON A-180203
- 1929 : De' er nå sønn på dom, da (C. Carlsen – Nicolette) – ODEON A-180200
- 1929 : Det er min egen lille hemlighet (F. Bø) – ODEON A-180125
- 1929 : Vårlängsler – ODEON PRØVEPLATE, matrise nummer NW 919
- 1929 : De tre (Sangen til lillegutt) (G. Larsen) – ODEON A-180152
- 1929 : De fire årstider (C. Carlsen – P. Kvist) – ODEON A-180232
- 1929 : Sisiken på Nellys hatt (V. Dybwad) – ODEON A-180232
- 1929 : Lillemor og Petter (P. Kvist) – ODEON A-180202
- 1929 : Gud bevare vårt stakkars fedreland (Helan – O. Calmar) – ODEON A-180201
- 1929 : Vil du komme i mitt selskap (A. H. Fitz – V. Dybwad) – ODEON A-180202
- 1929 : Je å'n Tor, kjæresten min (A. Alm – J. Arnulf) – ODEON A-180126
- 1929 : Å blei det av dig (I. Berlin – P. Kvist) – ODEON A-180126
- 1929 : Ella og Ole (A. Svendsen) – ODEON A-180223
- 1929 : Blinkfyret (A. Svendsen) – ODEON A-180223
- 1929 : Liberia (A. Svendsen – G. Eriksen) – ODEON A-180153
- 1929 : Kurgjesten på Hovelsåsen (F. Bø) – ODEON A-180125
- 1929 : Lillegutts ønsker (Nicolette) – ODEON A-180152
- 1929 : Er dette no' for en voksen kar (K. Svendsen – F. Bø) – ODEON A-180201
- 1930 : Ivelandssekten (A. Svendsen – trad.) – ODEON A-180249
- 1930 : Sølibatvise (A. Svendsen-trad.) – ODEON A-180246
- 1930 : ABC-visen, fra Chat Noir, ca. 1930 (A. Svendsen) – ODEON A-180246
- 1930 : Fyrstegavene (K. Svendsen – A. Svendsen) – ODEON A-180247
- 1930 : Daglig liv på Skaugum (A. Svendsen – trad.) – ODEON A-180247
- 1930 : Livet og lykken (V. Dybwad) – ODEON A-180294
- 1930 : Vuggevise (A. Alm – F. Claudi) – ODEON A-180294
- 1930 : Efter Karneval (K. Svendsen – F. Bø) – ODEON A-180274
- 1930 : Maud Victoria (A. Alm – I. Arnulf) – ODEON A-180285
- 1930 : Hønsevisen (C. Carlsen – A. Svendsen) – ODEON A-180285
- 1930 : Regimentets datter (Schuddeva – Lotten – Hotten – Tjong – E. Brinck – F. Bø) – ODEON A-180274
- 1930 : Har dyrene sjel (Spiritistvisen) (F. Bø) – ODEON A-180313
- 1930 : Vi slår det sammen (Grammofondille) (Fryckman – Wehle – F. Bø) – ODEON A-180313
- 1930 : Tuds Legat, eller Der skrek en fugl – ODEON PRØVEPLATE, matrise NW 2013
- 1930 : Miraklenes tid (K. Svendsen – A. Svendsen) – ODEON A-180350
- 1930 : Kokain (G. Wahlberg – F. Bø) – ODEON A-190350
- 1932 : Til Holmenkollen, Lalla vinner (K. N. Andersen – Folke – B. & A. Müller) – HIS MASTERS VOICE X-4016
- 1936 : Med Vikingbussene til Budapest – Reklameplate for NORSK GRAMMOFONKOMPANI
- 1941 : Han Jon (Kr. Hauger – A. Svendsen) – COLUMBIA GN-809
- 1941 : Undres hvor han er nå (Kr. Hauger – A. Svendsen) – COLUMBIA GN-809
- 1942 : Det sterke kjønn (A. Svendsen – C. Carlsen)
- 1943 : Ålreit (F. Bø – C. Carlsen)
- 1945 : Norge I rødt, hvitt og blått (F. Bø – A . Feldborg – L. E. Larsson)
- 1955 : Ei hel ei, ei halv ei på to (A. Svendsen – B. Kaper)